# 喬利埃特鎮區 (伊利諾伊州威爾縣)
喬利埃特鎮區（英語：Joliet Township）是位於美國伊利諾伊州威爾縣的一個行政鎮區。

## 地方資料
根據2010年美國人口普查的數據，喬利埃特鎮區的面積為93.50平方千米，當中陸地面積為91.30平方千米，而水域面積為2.20平方千米。當地共有人口87424人，而人口密度為每平方千米935.02人。